# جيمس إتش. فليتشير
جيمس إتش. فليتشير هو سياسي أمريكي، ولد في 1835 في شارلوت تاون في كندا، وتوفي في 13 أبريل 1917. نشط حزبياً في الحزب الجمهوري. وقد انتخب نائب حاكم جنوب داكوتا ‏.